# Гриньох Іван Михайлович
о. Іван Гриньох (у світі Гриньох Іван Михайлович, псевд.: Всеволод, Герасимівський, Данилів, І. М. Настасин, І. В. Діброва, І. М. Коваленко; 28 грудня 1907, Павлів — 14 вересня 1994, Мюнхен) — український богослов, громадський та політичний діяч, капелан, дійсний член НТШ, віцепрезидент УГВР.

## Життєпис

### Дитинство та молоді роки
Народився в родині Михайла Гриньоха й Анастасії з роду Чесак 28 грудня 1907 у селі Павлів (тоді Кам'янко-Струмилівського повіту, Королівство Галичини та Володимирії, Австро-Угорська імперія, нині Радехівського району Львівської області, Україна. 1909 р. батьки емігрували до США та оселились у Філадельфії. 27 грудня 1911 у Гриньохів народився ще один син — Степан. Згодом сім'я повернулась в Україну.
Народну школу закінчив у Павлові, а середню — в Українській академічній гімназії у Львові. Богословські студії розпочав у Львівській богословській академії 1926–1930. У 1930 році продовжив навчання в Інсбруку, де захистив докторську працю латинською мовою «De ultima Metropoliae Halicensis restauratione 1806—809». У 1932–1933 рр. навчався на філософському факультеті в Інсбруку, вивчаючи християнську філософію, психологію та соціологію. Вивчення цих дисциплін Іван Гриньох продовжив у 1933–1934 в Мюнхені, працюючи рівночасно в Інституті психології. У згаданому інституті написав працю «Psychologie der Fehler in fremdsprachlichen Schularbeiten».
Він був активним членом «Пласту» з 1920 р.: перейшов різні функції на постах юнацького провідника та виховника — братчика у новацьких роях. Курінний 43-го, і врешті 7-го куреня ім. короля Данила. Коли 1929 р. у стінах Греко-Католицької Духовної семінарії у Львові, таємно постав пластовий курінь, названий за його пропозицією 13-м куренем ім. Володимира Великого, всі члени зобов'язалися тримати це в таємниці, і поки І. Гриньох був курінним, таємниця залишалася не розголошеною.
У 1930 році відбувся літній пластовий мандрівний табір, що тривав 4—5 тижнів. На жаль, наступного року ректор, довідавшися про існування «Пласту» в стінах семінарії, заборонив куреню далі існувати. 1930 року І. Гриньох пристав до Великого Племені «Лісових Чортів», де отримав псевдонім — «архидідько Йонас». Поява рою І. Гриньоха на студентському форумі Львова як духовного опікуна стала особливою подією. Своїми проповідями виявляв глибину й динамічну силу свого мислення й знання: полонив слухача, цебто студентську молодь, яка тоді захоплювалась домінуючими ідеями волюнтаризму та інтегрального націоналізму; спрямовував молодь на правильні «рейки» боротьби за незалежність українського народу. Він неперевершено володів словом — і його недільні проповіді були глибоко осмислені й насичені релігійно-духовним та патріотичним змістом. Така його діяльність дала підставу польським урядовим чинникам його заарештувати та утюремнити аж до розвалу Польщі.
У 1932 р. рукоположений на священика митрополитом Андреєм Шептицьким.
У 1935 р. його покликано викладати філософію та богослов'я в Богословській Академії у Львові, водночас — доручено бути духовним опікуном української студентської молоді.

### Друга світова війна
Одержавши благословення від митрополита графа Андрія Шептицького на душпастирську працю поза межами Радянського Союзу, займався душпастирським служінням й політичною працею на теренах південної Польщі, у м. Кракові. Служив душпастирем легіону «Нахтіґаль», сформованого за допомогою німців, якого призначенням було йти на Схід. Оскільки в німців були свої загарбницькі плани стосовно легіону, що зовсім не вкладались в українські, — легіон не зайшов далеко на Схід. Його розформовано: кому не вдалося вчасно втекти, того заарештовано: будувати самостійну українську державу не було в планах Гітлера.
Митрополит граф Андрій Шептицький благословив Івана Гриньоха на службу військового капелана — і даний священик відвідував вояків у військових казармах ввесь час поки батальйон «Нахтігаль» був у Львові. 6 липня 1941  він у церкві Преображення ГНІХ відслужив Божественну Літургію, а 7 липня «Нахтігаль» розпочав рух на східний фронт. Під час походу по східній Україні Іван Гриньох відправляв Літургії, участь в яких брали не тільки вояки, але й місцеве населення, як-от у с. Юзвин, на Вінниччині, зійшлося понад три тисячі місцевих мешканців. З боями батальйон дійшов до ріки Південний Буг, але з фронту його відкликало німецьке командування. «Нахтігаль» відправили в Нойгамер Крайс; по дорозі до Нойгамеру були короткі зупинки у Львові та Кракові (тут у церкві святого Норберта польовий духівник Іван Гриньох відправив святу Літургію). У Нойгамері батальйон розформували; за згодою Романа Шухевича його було звільнено із посади духівника.
Незабаром німецькі окупаційні чинники виявили свою брутальність супроти українського населення, що викликало серед української молоді рішучий спротив. Ініціатором спротиву була Організація Українських Націоналістів (ОУН). У формаціях руху спротиву І. Гриньох займав вагоме становище: він був учасником ІІІ Надзвичайного Великого Збору ОУН, що відбувся в Україні 1943 р. Також став одним із ініціаторів створення надбудови українського визвольного руху — Української Головної Визвольної Ради (УГВР); згодом його обрано другим віце-президентом УГВР.
На останній посаді Іван Гриньох виконував дипломатичну працю: брав участь у переговорах з офіційними представниками Румунії і Мадярщини. Розмови велись під великим секретом: дійшло до домовлень з мадярами, що відступаючі військові частини залишатимуть зброю для УПА.

### Діяльність після війни
Відомо, що деякі провідні члени УГВР планово, за дорученням проводу були вислані на захід, щоб шукати зв'язків з «ал'янтами». Одним з них був І. Гриньох, якого шлях проходив через Прагу на захід до Німеччини. Баварська столиця Мюнхен стала його місцем постійного побуту, де в повоєнні роки він продовжив свою душпастирську й політичну діяльність. У 1950 р. він став головою Закордонного представництва УГВР (ЗП УГВР), яке очолював до 1980 р. Водночас був головою Товариства закордонних студій, яке було відповідальним спочатку за видавництво газети «Сучасна Україна» й «Української Літературної Газети», а пізніше журналу «Сучасність».
Політична заангажованість І. Гриньоха забирала йому чимало часу й енергії. За те приходилось йому зазнати чимало невдячності з різних сторін: і від роздріблених українських політичних партій, і з висот духовного олімпу.
Разом з політичною діяльністю І. Гриньох дбайливо виконував душпастирське служіння. Будучи професором з богослов'я в Богословській Академії у Львові, відновив свою педагогічну діяльність. У богословській семінарії у Гішберґу (Німеччина), а згодом, коли семінарію перенесли до Кулембурґу (Голландія), продовжував викладати філософію й богослов'я. Також був професором Українського Вільного Університету (Мюнхен).
З появою Митрополита Києво-Галицького УГКЦ Блаженнішого Йосифа в Римі (27 січня 1963 р.) розпочинається новий творчий період І. Гриньоха. Понад усякі сподівання ватиканських й українських церковних кіл Блаженнійший Йосиф розгорнув динамічну працю в Римі. Іван Гриньох став одним з найближчих дорадників Блаженнійшого Йосифа. Одним з перших кроків Блаженнійшого було заснування Українського Католицького Університету ім. Климента Папи в Римі, де І. Гриньох був професором. Після посвячення Собору святої Софії і будинку УКУ в Римі, яке довершив Папа Павло VI 1969 р., відбувся основоположний Синод УГКЦ, будівничим якого був Іван Гриньох. На цьому синоді було вирішено, що УГКЦ стає на патріарші основи. Також було вирішено надіслати спільного листа від владик до Святішого Отця Папи Павла VI з проханням, щоби підніс помісну УГКЦ до гідності патріархату. Правда, троє владик відмовились ставити свої підписи під цим листом.
І. Гриньох був особливим публіцистом, варто згадати його статтю, що з'явилась у журналі «Сучасність» за січень 1963 р. під назвою «Епілог чи пролог у зустрічі двох епох?». Автор подає свої критичні спостереження першої сесії ІІ Ватиканського Вселенського Собору і вказує ватиканським спеціалістам, що «не на християнському Сході, а на католицькому християнському Заході звихнено ідею „католицькости“ Христової Церкви. Не на Сході, але на Заході звужено поняття „католицькости Церкви“ до однієї культури, до одного географічного поняття „Західної Європи“ і до одного типу латинського християнства».
У тій же статті він висловив критичну думку і на адресу нашої ієрархії, стверджуючи: «Для нашої Церкви Собор прийшов на десять років передчасно, бо наша Церква-Мати засуджена на мовчанку, а її Церкви-Дочки виявили бездарність…». Автор також не злим, добрим словом згадує наших братів-православних:

«Нашим наступним бажанням було б, щоб наші православні брати перебороли в собі комплекси кривди меншевартости й історичних, байдуже — виправданих чи ні — жалів й упереджень, і щоб вони вирвались з пут чужої духовости й віднайшли шлях до вирізьблення свого християнського обличчя в дусі давнього, чужими впливами не викривленого, православ'я старої України. Нашим гарячим бажанням було б, щоб ці наші брати потрактували справу з'єднання як справу серйозну, справу насамперед нашої спільної віри…».

Як великий подвижник слуги Божого Андрея Шептицького о. І. Гриньох написав працю «Слуга Божий Андрей — благовісник єдности», а також «Православ'я і католицтво», «Куди прямує Ватикан?» та інші.
В одному листі від 25 травня 1974 р. написав:

"Що мені з того, що отримую ряд листів від мирян і від священиків, які мені «поґратулюють» за те чи інше становище… Водночас отримую також і інші — від тих, що стоять високо, як «світильники», мовляв, «ви нанесли великої шкоди нашій Церкві через написання статті-рецензії „Куди прямує Ватикан…“. Ставлю собі питання: хто наніс шкоду? Ватикан, що погоджується на смертний присуд для нашої Церкви, чи о. Гриньох, який написав про цей присуд?..»

І. Гриньох переконано вірив у історичні права української Церкви та її право бути Патріаршою Церквою. Використовував кожну нагоду на письмі чи дії, щоб безперебійно утверджувати патріарші права УГКЦ. У 1975 р. під час урочистої архієрейської святої Літургії у базиліці святого Петра в Римі й на його гробі, при головному вівтарі, Іван Гриньох підніс уперше офіційно возглас за Патріарха Києво-Галицького і всієї Руси-України Блаженнійшого Йосифа. Офіційний Рим цього історичного факту не визнав, але й не заперечив.
З нагоди відзначення 90-ліття Патріярха Йосифа 1982 р. у Римі Патріарх за віддану службу підніс Івана Гриньоха до гідности Патріяршого Архимандрита. Він дожив до часу самостійної України, відвідав свій рідний край, поклонився гробам батьків, відсвіжив пам'ять Собору святого Юра у Львові й митрополичих палат. Був у престольному граді Києві, також учасником перенесення тлінних останків Патріярха Йосифа до гробівця Катедри святого Юра у Львові.
Отець доктор Іван Гриньох помер 14 вересня 1994 р. в м. Наринґ поблизу Мюнхена, (за іншими даними у Мюнхені[джерело?]) на 87 році життя. Його тлінні останки, згідно з його бажанням, поховано на цвинтарі в Оліфанті, штат Пенсільванія, у спільному родинному гробі.

## Нагороди
- Згідно з Постановою УГВР від 20.10.1951 р. і Наказом Головного військового штабу УПА ч. 2/51 від 20.10.1951 р. Голова Президії Закордонного представництва УГВР Іван Гриньох нагороджений Золотим хрестом заслуги УПА.

## Вшанування пам'яті
- 14.10.2017 р. від імені Координаційної ради з вшанування пам'яті нагороджених Лицарів ОУН і УПА у м. Радехів Львівської обл. Золотий хрест заслуги УПА (№ 007) переданий Євгену Рудю, племіннику Івана Гриньоха.